# Новая Горка (Ярославская область)
Новая Горка — деревня Арефинского сельского поселения Рыбинского района Ярославской области .
Основана в 1910 году переселенцами из Череповецкого уезда Новгородской губернии деревни  Лебенец. Переселенцы братья Абрашовы Алексей и Ефрем Абрамовичи, Воробьёв Тихон и Овчаров Василий Дмитриевич с семьями. Деревня стоит на небольшом поле в окружении лесов, она расположена на небольшом расстоянии от левого берега реки Ухра, ниже по течению и к северо-западу от центра сельского поселения села Арефино на расстоянии около 8 км (по прямой). От Новой Горки на юго-восток вверх по левому берегу Ухры идёт дорога, вдоль которой на расстоянии менее километра друг от друга и от берега Ухры стоят деревни Шатино и Чашково. Между Новой Горкой и Шатино протекает небольшой ручей. В обратном направлении, на северо-запад эта дорога идёт к деревне Карелино и далее выходит на правый берег реки Морма, притока Ухры, где на удалении 1 км стоит деревня Крохино. Деревня имеет единственную улицу, продолжающую названную дорогу, параллельную берегу Ухры .
Деревня не обозначена на плане Генерального межевания Рыбинского уезда 1792 года. Название деревне дала Овчарова Анна Михонтьевна. 
С 1911 года и до своей смерти в 1947 году, без сменным и единственным старостой деревни являлся Овчаров Василий Дмитриевич.
На 1 января 2007 года в деревне Новая Горка числилось 6 постоянных жителей . Почтовое отделение, расположенное в центре сельского поселения селе Арефино обслуживает в деревне Новая Горка 13 домов .